# دانیل چارلز آلفرد
دانیل چارلز آلفرد (انگلیسی: Daniel Charles-Alfred؛ ۹ مه ۱۹۳۴ – ۱۷ سپتامبر ۲۰۲۰) بازیکن فوتبال اهل فرانسه بود.
از باشگاه‌هایی که در آن بازی کرده‌است می‌توان به باشگاه ورزشی مون‌پلیه و باشگاه فوتبال نیم المپیک اشاره کرد.
وی همچنین در تیم‌های ملی فوتبال زیر ۲۱ سال فرانسه، France national football B team، مارتینیک، و فرانسه بازی کرده‌است.